# Richard Mayo
Richard Walden Mayo (Boston, 12 de junho de 1902 – Boca Raton, 10 de novembro de 1996) foi um pentatleta, general e administrador municipal estadunidense. 

## Carreira
Richard Mayo representou seu país nos Jogos Olímpicos de 1928 e 1932, na qual conquistou a medalha de bronze, no individual, em 1932. 